# Douglas Ete
Douglas Ete (ur. 4 sierpnia 1964) – salomoński polityk.
Studiował na University of South Pacific i Massey University. Był dyrektorem naczelnym National Referral Hospital. 4 sierpnia 2010 dostał się do Parlamentu Narodowego z okręgu wyborczego East Honiara. Otrzymał 3178 głosów. 27 sierpnia 2010 objął funkcję ministra robót publicznych w rządzie Danny’ego Philipa. Pełnił ją do grudnia 2010, gdy przejął kierownictwo resortu leśnictwa. 20 stycznia 2011 zrezygnował ze stanowiska i przeszedł do opozycji.
Przewodniczy SIPEU (Solomon Islands Public Employees Union).